# Arcuphantes hikosanensis
Arcuphantes hikosanensis är en spindelart som beskrevs av Saito 1992. Arcuphantes hikosanensis ingår i släktet Arcuphantes och familjen täckvävarspindlar. Inga underarter finns listade i Catalogue of Life.